# Humoristische Fantasy
Humoristische Fantasy oder auch Funny Fantasy (Funtasy) oder Light Fantasy ist eine Sparte der fantastischen Literatur, die sich über altbekannte Phantastik-Elemente lustig macht oder diese Elemente zum Zweck der Satire einsetzt.

## Geschichte
Zu den ersten Phantastikautoren, die in ihre Werke Humor einfließen ließen, gehören Hans Christian Andersen (1805–1875), Charles Dickens (1812–1870), Lewis Carroll (1832–1898) und Edith Nesbit (1858–1924). Die Erzählung Das Gespenst von Canterville von Oscar Wilde (1854–1900) sowie die Werke der Autoren F. Anstey (Pseudonym von Thomas Anstey Guthrie, 1856–1934) und Thorne Smith (1892–1934) sind weitere frühe Beispiele humoristischer Phantastik. Saki (1870–1916), John Collier (1901–1980) und Roald Dahl (1916–1990) schrieben makaber-humorvolle Horrorgeschichten, die jedoch nur teilweise phantastischen Inhalts sind.
Mit der zunehmende Popularität von Science Fiction und Fantasy wurden auch diese Genres vermehrt humorvoll angegangen. In der Science Fiction ist Douglas Adams (1952–2001) der bekannteste Vertreter. In der Fantasy können Piers Anthony (* 1934), Robert Asprin (1946–2008), Tom Holt (* 1961) und Terry Pratchett (1948–2015) als exemplarisch betrachtet werden. Pratchett war dermaßen erfolgreich, dass er zahlreiche Nachahmer fand und ein eigentliches Subgenre entstand, das Bezeichnungen wie Funny Fantasy, Funtasy oder Light Fantasy erhielt.

## Bekannte Vertreter humoristischer Fantasy
- Piers Anthony (Das magische Land Xanth)
- Robert Asprin (Dämonen-Serie über Skeeve, den Zauberlehrling; Chaos-Serie)
- Stefano Benni (italienischer Polit-Satiriker)
- Nelson Slade Bond (lustige Fantasy- und SF-Kurzgeschichten)
- Terry Brooks (Landover-Zyklus)
- Lyon Sprague de Camp (Krishna-Zyklus)
- Glen Cook (Karenta-Reihe mit Privatdetektiv Garrett)
- John DeChancie (Castle-Reihe, bisher nur engl.)
- Gordon R. Dickson (Drachentöter-Zyklus)
- Lord Dunsany (Jorkens)
- Jasper Fforde (Thursday-Next-Reihe)
- Esther Friesner (Geschichten um den magischen Kater Scandal)
- Neil Gaiman (Niemalsland; Sandman-Zyklus; zusammen mit Terry Pratchett Ein gutes Omen)
- Craig Shaw Gardner (fernöstliche Märchenpersiflagen und die Reihe um Wuntvor, den naiven Zauberlehrling)
- William Goldman (Die Brautprinzessin)
- Andrew Harman (schwarzhumorige Reihe mittelalterlicher Fantasy-Szenarien)
- Tom Holt (zahlreiche Persiflagen von Sagen- und Mythengeschichten)
- Barry Hughart (Meister-Li-Trilogie)
- Walter Moers (Zamonien-Reihe)
- Christopher Moore (zahlreiche absurde oder pseudohistorische Romane)
- Larry Niven / David Gerrold (Die fliegenden Zauberer)
- Mervyn Peake (zahlreiche absurd-komische Kurzgeschichten)
- Terry Pratchett (Scheibenwelt)
- Matt Ruff (Fool on the Hill)
- Gerd Scherm (Der Nomadengott)
- Martin Scott oder auch Martin Millar (Die Geheimnisse von Turai über den Abenteurer Thraxas)
- Mark Twain (Ein Yankee am Hofe des Königs Artus)
- Lawrence Watt-Evans (Ethshar-Reihe, bisher nur engl.)

## Bekannte Vertreter humoristischer Science Fiction
- Douglas Adams (Per Anhalter durch die Galaxis; Dirk-Gently-Romane)
- Poul Anderson (Hoka-Romane mit Gordon R. Dickson)
- Fredric Brown (skurrile SF- und Horror-Kurzgeschichten)
- Philip K. Dick (viele absurd-komische Kurzgeschichten)
- Alan Dean Foster (Homanx-Universum, aber auch sonst vereinzelte humoristische SF)
- Harry Harrison (Stahlratten-Zyklus und die Serie Bill, der galaktische Held)
- René Hemmerling (deutscher Autor humoristischer SF)
- Olaf van der Heydt (deutscher Autor humoristischer SF)
- Anette Kannenberg (deutsche Autorin humoristischer SF – Das Mondmalheur)
- Henry Kuttner (Kurzgeschichtenserie Robots Have No Tails um der versoffenen Erfinder Galloway Gallegher und seinen eitlen Roboter)
- Stanisław Lem (Ijon-Tichy-Geschichten und -romane; Sterntagebücher; Der futurologische Kongreß; Robotermärchen)
- Andreas Melzer (deutscher Autor satirischer SF-Kurzgeschichten)
- Grant Naylor (Red Dwarf-Serie der Autoren Rob Grant und Doug Naylor)
- Robert Rankin (Cornelius-Murphy-Reihe, Brentford-Romane, Armageddon-Trilogie und mehr)
- Rudy Rucker („durchgeknallte“ physikalische SF mit derbem Humor und höherer Mathematik)
- Robert Sheckley (viele komische SF-Kurzgeschichten, oft in Co-Autorenschaft mit Roger Zelazny)
- William Tenn (satirische SF-Kurzgeschichten)

## Bekannte Vertreter humoristischer Phantastik
- John Kendrick Bangs (Das Wassergespenst von Harowby Hall; A Houseboat on the Styx, bisher nur engl.)
- James Branch Cabell (Jürgen)
- Gilbert Keith Chesterton (Der Mann, der Donnerstag war, daneben viele phantastisch-komische Kurzgeschichten)
- John Collier (makaber-humorvolle Horrorgeschichten)
- Roald Dahl (makaber-humorvolle Horrorgeschichten)
- Thomas Anstey Guthrie (Vice Versa, verfilmt unter dem Titel Ich bin Du)
- Kurt Kusenberg (deutscher Autor humoristischer Phantastik)
- Saki (makaber-humorvolle Horrorgeschichten)
- Thorne Smith (heitere, anzügliche, absurde Romane aus der amerikanischen Prohibitionszeit)
- Oscar Wilde (Das Gespenst von Canterville)

## Kurzgeschichten-Anthologien humoristischer Fantasy
- Gefährliche Possen – ISBN 3-453-13343-9 (engl. The Wizards of Odd – ISBN 1-85723-635-1)
- Ritter des Wahnsinns – ISBN 3-453-16220-X (engl. Knights of Madness – ISBN 1-85723-958-X)
- Scheibenwahn – ISBN 3-453-15602-1 (engl. The Flying Sorcerers – ISBN 1-85723-725-0)
- Retter der Ewigkeit – ISBN 3-453-19923-5
- Schöne Bescherungen – ISBN 3-453-18272-3 (auch: Frohes Fest, ISBN 3-453-03900-9, O Du grausame Weihnachtszeit, ISBN 3-426-71173-7)
- Hokus, Pokus, Hexenschuss – ISBN 3-404-20451-4 (engl. The Mammoth Book of Awesome Comic Fantasy – ISBN 1-84119-080-2)
- Das Meer und kleine Fische – ISBN 3-453-17197-7 (engl. Legends – ISBN 0-8125-6663-7)
- engl. The Mammoth Book of Comic Fantasy – ISBN 1-85487-530-2